# Canis dirus
Canis dirus este o specie dispărută ce aparținea genului Canis și care a trăit în epoca târzie a pleistocenului pe continentul american. Specia a dispărut cu aproximativ 16 mii de ani în urmă. Canis dirus avea o lungime de aproximativ 1,7 m și cântărea aproximativ 70 kg. În ciuda asemănării aparente cu lupul cenușiu, există diferențe semnificative între cele două specii. Lungimea picioarelor lui Canis dirus era mai mică, picioarele erau mult mai puternice, iar craniul era mai mic decât al lupului gri de aceeași mărime. Canis dirus se hrănea vânând bizoni americani. Ei puteau, de asemenea, să vâneze leneși uriași și cămile vestice. Mamutul adult nu putea să devină prada lor, dar, probabil, puteau fi mâncați puii și tinerii, care se separau de turmă. Metodele de vânătoare, cel mai probabil, diferă foarte puțin de lupii moderni. Cu toate acestea, mulți oameni de știință cred că în privința modului de viață Canis dirus se asemăna mai mult cu o hienă decât cu un lup cenușiu.